# Most-Híd
Most–Híd (in slovacco Most, in ungherese Híd; letteralmente ponte) è stato un partito politico slovacco operativo dal 2009 al 2021, quando è confluito in un nuovo soggetto politico, Alleanza.
Rappresentava la minoranza ungherese in Slovacchia.

## Storia
Il soggetto è stato fondato su iniziativa di Béla Bugár in seguito ad una scissione dal Partito della Coalizione Ungherese, ritenuto incapace di ricercare soluzioni comuni con la maggioranza slovacca: Most–Híd, infatti, propone come alternativa la cooperazione inter-etnica.
Il partito debutta alle elezioni parlamentari del 2010 ottenendo circa l'8% dei voti e 14 seggi: sorpassando il Partito della Coalizione Ungherese, che non ha ottenuto alcun seggio, Most–Híd si dimostrò come il maggior partito della minoranza ungherese. È uno dei quattro partiti che sostiene il governo di centro-destra guidato da Iveta Radičová.
Dopo la caduta del governo nell'autunno 2011, alle elezioni parlamentari del 2012 ricevette il 6,89%, ottenendo 13 parlamentari.

## Ideologia
Most–Híd nasce per tutelare gli interessi della minoranza ungherese in Slovacchia; È un partito di centro/centro-destra, a orientamento conservatore liberale.
Nel 2013 è entrato a far parte del Partito Popolare Europeo.

## Risultati elettorali
| Elezione          | Voti    | %    | Seggi    |
| ----------------- | ------- | ---- | -------- |
| Parlamentari 2010 | 205.538 | 8,13 | 14 / 150 |
| Parlamentari 2012 | 176.088 | 6,90 | 13 / 150 |
| Europee 2014      | 32.708  | 5,83 | 1 / 13   |
| Parlamentari 2016 | 169.593 | 6,50 | 11 / 150 |
| Europee 2019      | 25.562  | 2,59 | 0 / 13   |
| Parlamentari 2020 | 59.174  | 2,05 | 0 / 150  |